# NGC 2931
NGC 2931 је спирална галаксија у сазвежђу Лав која се налази на NGC листи објеката дубоког неба.
Деклинација објекта је + 23° 14' 26" а ректасцензија 9h 37m 37,6s. Привидна величина (магнитуда) објекта NGC 2931 износи 14,2 а фотографска магнитуда 15,1. NGC 2931 је још познат и под ознакама MCG 4-23-19, CGCG 122-36, PGC 27415.